# 彼得一世 (塞尔维亚)
彼得一世（1844年6月29日—1921年8月16日）為塞尔维亚国王（1903年－1918年在位）與南斯拉夫国王（1918年－1921年在位）。亞歷山大·卡拉喬傑維奇之子。
彼得一世於塞爾維亞人中享有拥有很高的声望。他试图将塞尔维亚建成一个君主立宪制的国家，并且用塞尔维亚语翻译了约翰·斯图尔特·密尔的名作《论自由》。被视为南斯拉夫王國开国元勋。